# Simniceni
Simniceni – wieś w Rumunii, w okręgu Aluta, w gminie Vulpeni. W 2011 roku liczyła 89 mieszkańców. 